# Kristian Ulekleiv
Kristian Gamme Ulekleiv (Hamar, 28 augustus 1996) is een Noorse langebaanschaatser. De 1500 meter is zijn beste afstand. Tijdens het WK Allround in Hamar in maart 2022 reed hij twee persoonlijke records.

## Persoonlijke records
| Afstand      | Tijd     | Datum           | Baan           |
| ------------ | -------- | --------------- | -------------- |
| 500 meter    | 36,43    | 5 maart 2021    | Hamar          |
| 1000 meter   | 1.10,36  | 17 maart 2019   | Stavanger      |
| 1500 meter   | 1.43,43  | 4 december 2021 | Salt Lake City |
| 3000 meter   | 3.46,33  | 24 oktober 2020 | Stavanger      |
| 5000 meter   | 6.15,80  | 31 januari 2025 | Milwaukee      |
| 10.000 meter | 13.09,09 | 26 januari 2025 | Calgary        |

(laatst bijgewerkt: 31 januari 2025)

## Resultaten
| Jaar | EK Allround         | WK Allround          | WK Afstanden             | Olympische Spelen        | Wereldbeker                         |
| ---- | ------------------- | -------------------- | ------------------------ | ------------------------ | ----------------------------------- |
| 2019 |                     |                      |                          |                          | 42e 1500m 48e 5k/10k                |
| 2020 |                     |                      |                          |                          | 20e 1500m 49e 5k/10                 |
| 2021 |                     |                      | 16e massastart           |                          | 30e 1000m 26e 1500m 19e massastart  |
| 2022 |                     | NS3 (6e, 14e, NS, -) |                          | 16e 1500m 14e massastart | 11e 1500m 39e 5k/10k 10e massastart |
| 2023 |                     |                      | 6e massastart            |                          | 16e 1500m 20e 5k/10k 21e massastart |
| 2024 |                     |                      | 14e 5000m HF9 massastart |                          | 30e 1500m 14e 5k/10k 14e massastart |
| 2025 | NC9 (8e, 9e, 8e, -) |                      |                          |                          |                                     |

(#, #, #, #) = afstandspositie op allroundtoernooi (500m, 5000m, 1500m, 10000m).
NC9 = niet gekwalificeerd voor de laatste afstand, maar wel als 9e geklasseerd in de eindrangschikking
NS=niet gestart op een bepaalde afstand